# 韶山南站
韶山南站是沪昆客运专线长昆段的一个高铁车站，位于中国湖南省湘潭市韶山市清溪镇，距离市中心6公里，于2014年12月16日投入运营。该站现时有通往北京、上海、广州等地的列车。
因每年12月26日为毛泽东诞辰，大批游客赴韶山参加纪念活动，因此车站每逢该日客流量会大幅增加。为此，车站会采取增开图外临客的措施方便旅客出行。

## 车站结构
韶山南站设有一座面积为8000平方米的站房，并有侧式站台和岛式站台各1座。
| 地上一层 | 站房     | 售票处、验证验票口、安全检查、候车厅    |
| 地上一层 | 侧式站台 |                                         |
| 地上一层 | 1站台    | 沪昆高速铁路 往上海虹橋方向（湘潭北站） |
| 地上一层 | 通过线   | 沪昆高速铁路上行列车通过线              |
| 地上一层 | 通过线   | 沪昆高速铁路下行列车通过线              |
| 地上一层 | 2站台    | 沪昆高速铁路 往昆明南方向（娄底南站）   |
| 地上一层 | 岛式站台 |                                         |
| 地上一层 | 3站台    | 沪昆高速铁路 往昆明南方向（娄底南站）   |
| 地面层   | 联外区域 | 出站地道、出站口、进站地道、巴士站      |

## 旅客列车目的地
截至2016年5月28日，有28班图定列车停靠韶山南站：
| 列车所属路局 | 目的地                                       |
| ------------ | -------------------------------------------- |
| 北京铁路局   | 北京西                                       |
| 成都铁路局   | 长沙南、贵阳北、厦门北                       |
| 广州铁路集团 | 长沙南、广州南、贵阳北、怀化南、邵阳、深圳北 |
| 济南铁路局   | 贵阳北                                       |
| 上海铁路局   | 贵阳北、怀化南、上海虹橋、温州南             |
| 武汉铁路局   | 贵阳北、武汉                                 |

## 附近景区
- 韶山旅游区

## 事故及事件
- 2016年5月27日15时46分，一男一女两名旅客到达韶山南站检票口，欲乘坐G1376次列车（韶山南站图定15:43到，15:45开），当时列车已停止检票。旅客刷身份证时，闸机显示无电子票，而两名旅客实名制购票记录为5月26日（而非27日）的G1376次列车。当闸机口一名客运员试图制止旅客进站时，情绪激动的女性旅客不听劝阻，拳打该客运员脸部，无票的男性旅客也上前推搡另一名客运员。15时49分，最先被打的客运员因自己受伤，心中不忿，遂上前将男性旅客推倒在座椅上，并打了他两下，却被女性旅客上前脚踢。随后其中一名旅客通过电话先后呼叫80余名来自韶山南站附近工厂的人员，冲入车站围殴客运员，其中有1人手持直径约3厘米、长约1米的铁棍。部分人员冲进站台和出站口追打三名客运员，还有部分人员在候车室安检口、闸机口追打穿制服的工作人员。一名客运员在出站口被20多人围殴，当即口吐鲜血，陷入昏迷；而最先遇袭的客运员在进站口被10多人围殴至昏迷，随后被打人者拖至候车室门口继续殴打；前来劝阻的客运员也被多人打伤。韶山南站站长当即通知韶山市政府与公安局，与副市长反映该情况，随后韶山市派一名公安副局长和一些警员到场，车站工作人员也拨打了报警电话110和急救电话120，5名受伤人员遂被送进医院。[5]